# زوتلادرفین
زوتلادرفین (به هلندی: Zuidlaarderveen) یک منطقهٔ مسکونی در هلند است که در تینارلو واقع شده‌است. زوتلادرفین  ۳۰۰ نفر جمعیت دارد.